# (4126) Mashu
(4126) Mashu es un asteroide que forma parte del cinturón exterior de asteroides y fue descubierto por Kazuro Watanabe y Kin Endate el 19 de enero de 1988 desde el Observatorio de Kitami, Japón.

## Designación y nombre
Mashu recibió inicialmente la designación de 1988 BU.
Posteriormente, en 1989, se nombró por el Mashū, un lago endorreico de Japón en la isla de Hokkaido.

## Características orbitales
Mashu está situado a una distancia media de 3,21 ua del Sol, pudiendo alejarse hasta 3,646 ua y acercarse hasta 2,774 ua. Tiene una inclinación orbital de 3,175 grados y una excentricidad de 0,1357. Emplea 2101 días en completar una órbita alrededor del Sol.

## Características físicas
La magnitud absoluta de Mashu es 12,3.